# Florent Manaudou
Florent Manaudou (Villeurbanne, 12 de novembro de 1990) é um nadador francês que se sagrou campeão olímpico nos Jogos de Londres 2012, na prova dos 50 metros livre. É filho de pai francês e mãe holandesa, sendo o irmão mais novo da também nadadora Laure Manaudou.

## Carreira

### Inicio
Ele começou a nadar sob a supervisão de seu irmão mais velho, Nicholas Manaudou, e mais tarde se juntou ao clube de natação de Marselha, França. Ele foi o campeão júnior no estilo 50 metros livre em uma competição francesa em 2007. Em 2009, ingressou no exército francês estando em um regimento de artilharia.
Ele e sua irmã Laure são os primeiros irmão e irmã a ganhar medalhas de ouro olímpicas. Além de natação, ele é conhecido pelo seu piercing na língua e tatuagem tribal.

### Jogos Olímpicos de 2012
Nos Jogos Olímpicos de 2012 em Londres, Manaudou conquistou a medalha de ouro nos 50 metros nado livre, tornando-se o primeiro francês a realizar a façanha no evento. Saltando da raia 7, Manaudou teve o mais rápido tempo de reação ao cair na água e cravou o tempo de 21,34 segundos, derrotou o favorito César Cielo que terminou a prova em terceiro lugar e o americano Cullen Jones que ficou com na segunda colocação.
A vitória de Manaudou foi inesperada e tratada como uma "façanha" pelos jornais franceses, devido ao pouco número de conquistas em sua carreira, surpreendendo aos presentes que acompanhavam a prova no Centro Aquático de Londres, uma vez que, até então, era conhecido apenas por ser o irmão de uma medalhista olímpica. O nadador francês revela ao jornal L'Equipe que também está muito surpresa pela resulta e que antes da prova não estava confiante em si.
| “ | Se eu tivesse acreditado, eu não teria terminado em primeiro hoje. Eu pensei que deveria ir o mais descontraído possível para a final. Para mim, o mais importante era participar da final e que deveria aproveitar. Acho que foi a decisão certa. | ” |

Após a conquista Manaudou citou Cielo, comparando-se ao nadador brasileiro que também, aos 21 anos, foi campeão olímpico nessa prova nos Jogos Olímpicos de Pequim em 2008 e que, tal como ele, não era o favorito.